# Lambertella
Lambertella is een geslacht van schimmels behorend tot de familie Rutstroemiaceae. De typesoort is Lambertella corni-maris.

## Soorten
Volgens Index Fungorum bestaat het geslacht uit 72 soorten:
| Soortnaam                          | Auteur(s)                                      | Publicatiejaar |
| ---------------------------------- | ---------------------------------------------- | -------------- |
| Lambertella acuminata              | Dumont                                         | 1971           |
| Lambertella agaricicola            | (Berk. & Broome) Dumont                        | 1971           |
| Lambertella aurantiaca             | V.P. Tewari & D.C. Pant                        | 1967           |
| Lambertella belisensis             | (Kanouse) Dumont                               | 1974           |
| Lambertella berberidis             | M.E. Elliott & M.P. Sharma                     | 1976           |
| Lambertella boliviana              | Dennis                                         | 1959           |
| Lambertella bonahawensis           | Dumont                                         | 1971           |
| Lambertella bouchetii              | Grelet                                         | 1948           |
| Lambertella brevispora             | M.P. Sharma                                    | 1987           |
| Lambertella brunneola              | (Pat.) Le Gal                                  | 1953           |
| Lambertella buchwaldii             | V.P. Tewari & Ram N. Singh                     | 1972           |
| Lambertella carpatica              | Svrček                                         | 1976           |
| Lambertella caudatoides            | W.Y. Zhuang                                    | 1999           |
| Lambertella cephalanthi            | Whetzel                                        | 1943           |
| Lambertella cephalanthi            | Whetzel & Dumont                               | 1971           |
| Lambertella chromoflava            | (Rick) Dumont                                  | 1974           |
| Lambertella colombiana             | E.K. Cash & Whetzel                            | 1943           |
| Lambertella copticola              | Korf & V.P. Tewari                             | 1963           |
| Lambertella corni-maris            | Höhn.                                          | 1918           |
| Lambertella cryptomeriae           | K.S. Thind & H. Singh                          | 1970           |
| Lambertella crystallina            | S.K. Gautam, C.M. Das, D.C. Pant & V.P. Tewari | 1982           |
| Lambertella fructicola             | Dumont                                         | 1971           |
| Lambertella fuscotomentosa         | V.P. Tewari & Ram N. Singh                     | 1974           |
| Lambertella garryae                | (E.K. Cash) Dumont                             | 1971           |
| Lambertella guizhouensis           | W.Y. Zhuang & Korf                             | 1987           |
| Lambertella hicoriae               | Whetzel                                        | 1943           |
| Lambertella himalayensis           | V.P. Tewari & D.C. Pant                        | 1967           |
| Lambertella indica                 | M.P. Sharma                                    | 1983           |
| Lambertella jasmini                | Seaver & Whetzel                               | 1943           |
| Lambertella jasmini                | Seaver, Whetzel & Dumont                       | 1971           |
| Lambertella korfii                 | W.Y. Zhuang                                    | 1990           |
| Lambertella kumaonica              | V.P. Tewari & Ram N. Singh                     | 1972           |
| Lambertella langei                 | T. Schumach. & Holøs                           | 1989           |
| Lambertella lasseri                | (Dennis) Dumont                                | 1981           |
| Lambertella latispora              | (K.S. Thind & Saini) Spooner                   | 1987           |
| Lambertella makilingensis          | Dumont                                         | 1971           |
| Lambertella malesiana              | Dumont                                         | 1971           |
| Lambertella mexicana               | Dumont                                         | 1971           |
| Lambertella microspora             | (Seaver) Dumont                                | 1974           |
| Lambertella minutula               | (Whetzel) Dumont                               | 1975           |
| Lambertella mussooriensis          | K.S. Thind & H. Singh                          | 1972           |
| Lambertella myricae                | Dennis & Spooner                               | 1977           |
| Lambertella nainitalensis          | M.P. Sharma                                    | 1987           |
| Lambertella nipponica              | Dumont & Korf                                  | 1971           |
| Lambertella norvegica              | Raitv. & Järv                                  | 1997           |
| Lambertella obpyriformis           | W.Y. Zhuang & Zheng Wang                       | 1997           |
| Lambertella orientalis             | M.P. Sharma                                    | 1987           |
| Lambertella pachysandrae           | Dumont & Korf                                  | 1971           |
| Lambertella pallidispora           | Dumont                                         | 1971           |
| Lambertella palmeri                | Raitv. & R. Galán                              | 1994           |
| Lambertella phaeoparaphysata       | Dumont                                         | 1971           |
| Lambertella pruni                  | Whetzel & Zeller                               | 1943           |
| Lambertella pruni                  | Whetzel, Zeller & Dumont                       | 1971           |
| Lambertella pseudostriata          | Dumont                                         | 1971           |
| Lambertella pyrolae                | Yan J. Zhao & Hosoya                           | 2013           |
| Lambertella rhamnicola             | (L.R. Batra) Dumont                            | 1971           |
| Lambertella rubi                   | Korf & W.Y. Zhuang                             | 1985           |
| Lambertella spadiceoatra           | (Mont.) Dumont                                 | 1981           |
| Lambertella subalpina              | M.P. Sharma                                    | 1987           |
| Lambertella subrenispora           | Korf & W.Y. Zhuang                             | 1985           |
| Lambertella tetrica (Klimopkelkje) | (Quél.) Dumont                                 | 1971           |
| Lambertella tewarii                | Dumont                                         | 1971           |
| Lambertella thindii                | Dumont                                         | 1976           |
| Lambertella tropicalis             | (Kanouse) Whetzel                              | 1943           |
| Lambertella tubulosa               | Abdullah & J. Webster                          | 1981           |
| Lambertella venezuelensis          | Dumont                                         | 1971           |
| Lambertella verrucosispora         | W.Y. Zhuang                                    | 1990           |
| Lambertella viburni                | Whetzel                                        | 1943           |
| Lambertella viburni                | Whetzel & Dumont                               | 1971           |
| Lambertella whetzelii              | S.K. Gautam, C.M. Das, D.C. Pant & V.P. Tewari | 1982           |
| Lambertella xishuangbanna          | W.Y. Zhuang                                    | 1990           |
| Lambertella zeylanica              | Dumont                                         | 1971           |